# Dieter Harrsen
Dieter Harrsen (* 29. März 1958 auf Pellworm) ist ein deutscher Politiker (WG-NF) und war von 2007 bis 2019 Landrat des Kreises Nordfriesland.

## Leben
Harrsen wuchs auf der nordfriesischen Insel Pellworm auf. Seine Familie lebte dort bereits seit Generationen und stellte in der Vergangenheit mehrere Bürgermeister und Amtsvorsteher. Nach Beendigung der Schule machte er in Husum beim Kreis Nordfriesland eine Ausbildung in der Verwaltung.
Im Jahr 1991 wurde er der leitende Verwaltungsbeamte des Amtes Pellworm. Zuvor hatte er unter anderem in der Wirtschafts- und Tourismusförderung des Kreises Nordfriesland gearbeitet. Am 30. September 2007 wurde Harrsen in einer Direktwahl zum Landrat des Kreises Nordfriesland gewählt. Des Weiteren war er zwei Jahre, bis April 2012, Vorsitzender der europäischen Grenzregion Sønderjylland-Schleswig und gehört weiterhin dem Vorstand der Region an. Nach der Kommunalwahl 2013 wurde er am 23. August 2013 als gemeinsamer Kandidat von SPD, SSW und Wählergemeinschaft Nordfriesland durch Losentscheid zum zweiten Mal zum Landrat des Kreises Nordfriesland bestimmt, nachdem er im Husumer Kreistag im dritten Wahlgang die gleiche Stimmenzahl wie der Gegenkandidat eines Bündnisses aus CDU, Grünen und FDP erhalten hatte.
Harrsen ist seit 1979 verheiratet. Aus der Ehe gingen drei Söhne hervor. Harrsen ist geprüfter DFB-Schiedsrichter. Am 19. April 2008 erhielt er von der Schutzstation Wattenmeer die Goldene Ringelgansfeder für seine Unterstützung der Biosphärenarbeit und der Ringelganstage.